# Gail Marquis
Gail Marquis, född den 18 november 1954 i New York, USA, är en amerikansk basketspelare som tog tog OS-silver 1976 i Montréal. Detta var första gången damerna fick delta i baskettävlingarna vid olympiska sommarspelen, och således USA:s första OS-medalj i dambasket. Marquis har bland annat spelat för Queens Knights.